# Annie Jones

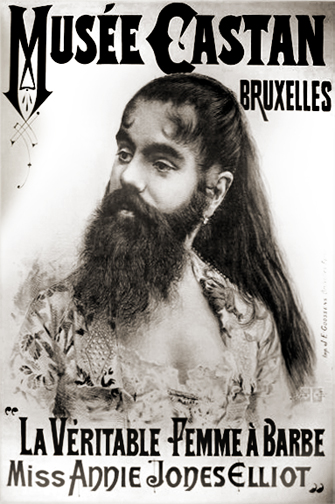
Werbeposter für Annie Jones in Brüssel

Annie Jones Elliot (* 14. Juli 1865 in Marion (Virginia), USA; † 22. Oktober 1902 in Brooklyn, New York City, USA) war eine US-amerikanische Frau mit Bart, die von P. T. Barnum als „Freak“ präsentiert wurde.

## Biografie
Geboren 1865 in Virginia, kam Annie Jones bereits im Babyalter zu P. T. Barnums Kuriositätenkabinett; sie wurde als „Baby Esau“ (infant Esau) beworben, ihre Eltern erhielten 150 US-Dollar pro Woche (nach heutiger Kaufkraft ca. 2.600 US-Dollar). Mit fünf Jahren hatte sie einen Schnurrbart und Koteletten und wurde als das „bärtige Mädchen“ (Bearded Girl) bekannt. Ob diese Besonderheit auf Hirsutismus beruhte oder andere genetische Ursachen hatte, ist nicht bekannt.
Als Kind wurde Jones von einem New Yorker Phrenologen entführt und später auf einem Jahrmarkt wiedergefunden. Da der Entführer behauptete, er sei der Vater des Mädchens, kam es zu einer Gerichtsverhandlung, bei der Annie Jones direkt zu ihren Eltern ging, als sie diese erblickte.
Als Erwachsene wurde Annie Jones zur bekanntesten bärtigen Frau in den Vereinigten Staaten. Sie wurde die Sprecherin der „Freaks“ in Barnums Show und setzte sich für die Abschaffung des Begriffs „Freak“ ein. 1881 heiratete sie Richard Elliot und ließ sich 1895 von ihm scheiden, um ihre Jugendliebe William Donovan zu heiraten, mit dem sie auch in Europa auftrat. Donovan starb 1900, Annie Jones starb 1902 in Brooklyn an Tuberkulose.